# 9e arrondissement (Parijs)
Het 9e arrondissement is een van de 20 arrondissementen van Parijs. De oppervlakte bedraagt 2,179 km².

## Wijken
Zoals alle arrondissementen, is ook het 9e opgedeeld in vier wijken (Quartier in het Frans).
- Quartier Saint-Georges
- Quartier de la Chaussée-d'Antin
- Quartier du Faubourg Montmartre
- Quartier de Rochechouart

## Bezienswaardigheden

### Musea
- Musée de la Vie romantique
- Musée Gustave Moreau

### Overig
- Opéra Garnier
- Galeries Lafayette
- Boulevard Haussmann

## Bevolking
| Jaar | Bevolking | Dichtheid      |
| ---- | --------- | -------------- |
| 1901 | 124.011   | 56.912 inw/km² |
| 1962 | 94.094    | 43.182 inw/km² |
| 1968 | 84.969    | 38.994 inw/km² |
| 1975 | 70.270    | 32.249 inw/km² |
| 1982 | 64.134    | 29.433 inw/km² |
| 1990 | 58.019    | 26.626 inw/km² |
| 1999 | 55.838    | 25.626 inw/km² |
| 2015 | 59.408    | 27.264 inw/km² |

- Bibliothèque nationale de France: cb11975581q (data)
- Gemeinsame Normdatei: 4638542-3
- Système universitaire de documentation: 029239834
- Virtual International Authority File: 240096269
- WorldCat: E39PBJxrYht3bkGgywCGpcPxXd